# Милосердя (Пікар)
Милосердя (Mercy) — восьма серія другого сезону американського телевізійного серіалу «Зоряний шлях: Пікар». Сценарій епізоду написав Джо Менендес, режисували Сінді Аппель і Кірстен Бейєр. Перший показ відбувся 21 квітня 2022 року.

## Зміст
Пікар і Гуінан затримані агентом Веллсом. Веллс вважає їх інопланетянами, які володіють технологією третього закону Кларка — і хочуть саботувати місію «Європа». Він замкнув їх у підвалі, виключив камеру спостереження, і може змусити зникнути.
Що ще гірше, у нього є кілька підтверджуючих доказів: саркастичні висловлювання Ріоса в ICE, коли він був їхнім полоненим. А також комунікатор Ріоса з клініки Терези. Агент Веллс розповідає, що в дитинстві він зустрічався з деякими іншопланетянами, які досліджували Землю до того, як відбувся Перший контакт (з огляду на його вік, ймовірно, десь у 1970-х роках. Той факт, що вулканці здійснили кілька невідомих візитів на Землю до Першого контакту (канонічний відбувся 2061 року, був предметом епізоду «Зоряний шлях: Ентерпрайз» «Карбон-Крік», дія якого відбувається в 1950-х роках). Гуінан відокремлено допитує інший агент ФБР.
Гуінан відвідує К'ю, який пояснює, що він помирає та «суд» — це остання спроба надати власному життю сенс. Він зазначає, що всі люди застрягли в минулому, і Гуінан використовує астральну проєкцію, щоб поділитися цим повідомленням з Пікаром. Q, який нарешті відгукнувся на виклик, зізнається, що вмирає. І не з апломбом, а майже схлипуючи.
знаходять труп чоловіка, з яким вона пішла напередодні ввечері, і ідентифікують його зламаний смартфон; батарею, яка використовує літій-іонний акумулятор, було вирвано. Сьома розуміє, що королева-Джураті зробила це для використання як стабілізатора, щоб прокласти шлях для нанозондів Борг. Це підтверджується, коли вони знаходять Королеву, яка збирає акумулятори від автомобілів заради свинцевих пластин і телефонів, щоб змінити тіло Джураті та зробити його здатним до асиміляції. Королева нападає на них, але Агнес здатна змусити Королеву зупинитися та відійти. Сьома звинувачує Раффі в тому, що вона гидко маніпулювала, і Раффі погоджується. У спогаді показано, як вона переконує Елнора залишитися в Зоряному Флоті всупереч його власним бажанням. Це безпосередньо призводить до його смерті, провини, яку Раффі тепер несе з собою.
Коре, повернувшись до резиденції Сунга, продовжує досліджувати в файлах свого батька за допомогою подарунка від К'ю. Вона змушує доктора Сунга визнати правду: Коре виросла в пробірці і не має матері. Розлючена, вона виходить на вулицю. Забравши подарунок від Q — флакон із сироваткою з написом «FREEDOM», яка вилікувала її генетичне захворювання.
Підказка виявляється ключовою для Пікара, який копається в темному та неспокійному минулому агента Веллса. В дитинстві агент натрапив на кількох інопланетян, які схопили його за голову, перш ніж їх вислали. Жан-Люк розуміє, що інопланетяни насправді не намагалися злитися з ним: спогад Веллса підтверджує його припущення, що це були вулканці, які намагалися видалити ці згадки з голови хлопчика. Дізнавшись правду про минуле Веллса, Пікар визнає хто він і благає агента про допомогу. Веллс каже неправду своєму начальству, що прибульці були лише помилковою тривогою, що коштувало йому роботи. Веллс змушений звільнити Пікара та Гуінан після того, як ФБР звільняє його за проведення незаконного розслідування. Гуінан втішає його, натякаючи, що вона справді інопланетянка; і, в будь-якому випадку, вони можуть вільно вирішувати свої проблеми.
Тепер, коли мотиви королеви-Джураті підтверджені, Сьома і Раффі зв'язуються з Ріосом, який проводив діагностику на «Ла-Серені», щоб знайти залишки коду Борг, і тим часом фліртував з Терезою. Він знаходить лише один фрагмент коду, який залишився, але це повністю блокує транспортер. Сьома, Раффі та Пікар намагаються встановити контакт з Таллінн і використовують її транспортер.
Дізнавшись про її справжню природу, Коре залишає свого батька за допомогою К'ю. Доктор Сунг, який потопає в стражданнях, зв'язується з королевою-Джураті, яка грає на користь його его: Королева переконує — вони обидва знають, що станеться, якщо Рене Пікар полетить на «Shango». Але якщо вона цього не зробить, Земля продовжить свій шлях екологічного колапсу. І світ звернеться до біолога-евілюціоніста та соціального дарвініста доктора Сунга, щоб врятувати їх. Сунг використовує свої зв'язки з «Spearhead Operations», щоб найняти невелику групу найманців, і королева-Джураті починає їх асимілювати. Королева переконує Сунга, що він може врятувати його спадщину, допомагаючи їй викрасти «Ла-Серену». Це дозволить Королеві підкорити галактику.
Деяким моментам судилося статися — навіть ціною великих жертв

## Створення
Музичну тему до серіалу написав Джефф Руссо

## Сприйняття та відгуки
На сайті «Rotten Tomatoes» епізод отримав 75 % підтримки на основі відгуків 8 критиків.
В огляді «StarTrek.com» зазначалося: «Ми отримуємо деякі відповіді щодо таємницю того, що відбувається з Q. Від нього відчувається страх і порожнеча, тому що він помирає. Можливо, всі Q такі є. Ми думали, що вони безсмертні, включаючи нашого Q. Але тепер його чекає кінець життя. Він думав, що з кінцем прийде якийсь сенс і розуміння, але цього не сталося. Ось питання, яке ставить Гуінан, воно сягає кореня того, що тут може відбуватися: чи намагається Q створити для себе якийсь сенс через те, що він робить з Пікаром і часовою шкалою, щоб переконатися, що його життя щось означало?»
«Den of Geek»: «Більшість із нас уже здогадувалися, що з Q щось відбувається. Що він, ймовірно, помре або якимось чином втратить свої сили — кілька епізодів тому. Але ми все ще мало уявляємо, чому він вирішив здійснити саме цей тест для Пікара. Або чому він вважає, що змусити свого давнього ворога зіткнутися зі своїми емоційними недоліками — це те, що надасть сенсу сутінкам його днів. Чесно кажучи, де Лансі все ще знімає до біса якісний матеріал, накидаючись на незручну ідею, що за досить довгий часовий проміжок усе втрачає свій блиск і навіть смерть починає виглядати привабливо. Просто через факт своєї новизни. Але тільки уявіть, якби цей сезон дійсно вирішив зосередити Q у цій історії разом із Пікаром — це було все, що я бажав би.»
«Tor.com»: «Минулого тижня поширювалася теорія про те, що агент ФБР Джея Карнса, який заарештував Пікара та Гінан наприкінці „Монстрів“, насправді був іншим Q. Я сподівався, що він може бути якимось чином пов'язаний до однієї з попередніх подорожей у часі Трека — нащадка, скажімо, одного з людей у Зоні 51 у „Маленьких зелених чоловічках“ або на базі, куди проникли Джеймс Т. Кірк і Хікару Сулу в оригінальній серії „Завтра — це вчора“ або на „Ентерпрайзі“ у „Зоряний шлях 4: Подорож додому“ або щось подібне. Також існувала ймовірність, що Карнс знову грав Дюкейна, агента часу тридцять першого століття, якого він зіграв у фільмі „Відносність“. Хоча в цій конкретній сюжетній нитці є посилання на епізод Трека, який мав місце у двадцятому столітті, це був не той, якого б я очікував.»
«TV Tropes» здійснює детальний розбір аналогій, неспівпадінь та недоречностей епізоду.
Лорі Ольстер з «TrekMovie.com» зазначено: «Не дивлячись на те, що в останніх епізодах сюжет іде по колу, „Милосердя“ забезпечує більш щільний результат, який починає гармонізувати ці різні напрями. З повільнішим темпом, який відповідає інтенсивності різних пар персонажів, низка розрізнених елементів сезону починає нарешті набувати певної форми, хоча найбільші таємниці залишаються в сумному кутку. Епізод також об'єднує тематику, поєднуючи дослідження сезону примирення з минулим, де кожен герой стикається зі своєю власною історією та наслідками власного вибору.»
На сайті «IMDb» станом на листопад 2023 року епізод отримав 6.2 з 10 зірок схвалення при 3039 голосах.

## Знімались
| Актор            | Роль                  |
| ---------------- | --------------------- |
| Патрік Стюарт    | Жан-Люк Пікар         |
| Елісон Пілл      | Агнес Джураті         |
| Джері Раян       | Сьома-з-Дев'яти       |
| Мішель Герд      | Раффі Музікер         |
| Еван Евагора     | Елнор                 |
| Іза Бріонес      | Кора Сунг             |
| Сантьяго Кабрера | Крістобаль Ріос       |
| Брент Спайнер    | Адам Сунг             |
| Джон де Лансі    | К'ю                   |
| Сол Родрігес     | Тереза Рамірес        |
| Іто Агаєре       | Гуінан                |
| Джей Карнс       | Агент Веллс           |
| Кей Бесс         | комп'ютер "Ла-Серени" |
| Джексон Гарнерс  | молодий Веллс         |
| Стів Гутьєррес   | Рікардо               |
| Нанріса Лі       | агентка ФБР           |
| Чарльз Масео     | найманець             |
| Едуардо Роман    | вулканець             |